# Splenomegalia
Splenomegalia – powiększenie śledziony, zwykle w przebiegu różnych chorób układowych. Splenomegalia określa powiększenie masy narządu ponad 350 g. Często prowadzi do hipersplenizmu. Część przypadków powiększenia śledziony przebiega z równoczesnym powiększeniem wątroby (hepatomegalią); sytuację taką określa się jako hepatosplenomegalię.

## Etiologia
Przyczyny powiększenia śledziony są bardzo zróżnicowane, ale na ogół są to choroby układowe, a nie ograniczone do śledziony. 
Przyczyny powiększenia śledziony ze względu na typ czynnika wywołującego dzieli się następująco:
1. Choroby zakaźne
  - malaria
  - schistosomatoza wątrobowa (wtórnie)
  - lejszmanioza
  - echinokokoza wątroby (wtórnie)
  - trypanosomoza
  - histoplazmoza
  - gruźlica
  - jersinioza
  - bruceloza
  - borelioza
  - ehrlichioza
  - leptospirozy
  - kiła
  - dur powrotny
  - dur brzuszny
  - wąglik
  - tularemia
  - AIDS
  - ornitoza
  - różyczka
  - wirusowe zapalenia wątroby
  - mononukleoza zakaźna
  - cytomegalia
  - opryszczka noworodków
2. Niedokrwistości hemolityczne wrodzone i nabyte
3. Zespoły mieloproliferacyjne
  - Samoistne włóknienie szpiku
  - Przewlekła białaczka szpikowa
  - Czerwienica prawdziwa
4. Choroby limfoproliferacyjne
  - Białaczka włochatokomórkowa
  - Przewlekła białaczka limfatyczna
5. Ostre białaczki
6. Choroby spichrzeniowe
  - Choroba Gauchera
  - Choroba Niemanna-Picka
  - Mukopolisacharydozy
  - Skrobiawica pierwotna i wtórna
7. Nadciśnienie wrotne
  - Marskość wątroby
  - Zespół Budda-Chiariego
  - Patologie żyły wrotnej (zakrzepica, zwężenie, jamistość, ucisk)
  - Patologie żyły śledzionowej (zakrzepica, ucisk, tętniak, ucisk)
8. Choroby autoimmunologiczne i układowe
  - Reumatoidalne zapalenie stawów, zespół Felty’ego
  - Toczeń rumieniowaty układowy
  - Małopłytkowość autoimmunologiczna
  - Reakcje polekowe
  - Sarkoidoza
9. Inne
  - Bąblowica śledziony
  - Torbiel wrodzona
  - Torbiel pourazowa
  - Torbiel pozawałowa śledziony
  - Ropień śledziony
  - Przerzuty nowotworowe do śledziony
  - Nowotwory pierwotne śledziony.

## Objawy i przebieg
Można je podzielić ze względu na wielkość powiększenia śledziony, jakie wywołują: masywne, umiarkowane bądź niewielkie.
Podział splenomegalii ze względu na stopień powiększenia śledziony:
1. Masywne powiększenie śledziony (powyżej 1000 g)
  - Zespoły mieloproliferacyjne (czerwienica prawdziwa, przewlekła białaczka szpikowa, metaplazja szpikowa z mielofibrozą)
  - Przewlekła białaczka limfatyczna
  - Białaczka włochatokomórkowa
  - Chłoniaki
  - Malaria
  - Choroba Gauchera
  - Pierwotne nowotwory śledziony
  - Sarkoidoza
2. Umiarkowane powiększenie śledziony (500-1000 g)
  - Przewlekły zastój krwi (nadciśnienie wrotne, niedrożność żyły śledzionowej)
  - Ostre białaczki
  - Dziedziczna sferocytoza
  - Ostra talasemia
  - Niedokrwistość hemolityczna na tle autoimmunologicznym
  - Amyloidoza śledziony
  - Choroba Niemanna-Picka
  - Histiocytoza z komórek Langerhansa
  - Przewlekłe stany zapalne śledziony
  - Choroby zakaźne (gruźlica, dur brzuszny)
  - Przerzuty nowotworu złośliwego do śledziony
  - Sarkoidoza
  - Wirusowe zapalenie wątroby
3. Nieznaczne powiększenie śledziony (do 500 g)
  - Ostre zapalenie śledziony
  - Mononukleoza zakaźna
  - Choroby przebiegające z wysoką gorączką

## Rozpoznanie
Powiększoną śledzionę diagnozuje się w badaniu przedmiotowym opukiwaniem i obmacywaniem. Klinicysta bada pacjenta leżącego na prawym boku lub na plecach i określa, czy śledziona jest ukryta pod lewym łukiem żebrowym, czy też przekracza tę granicę. Jeżeli jest wyczuwalna palpacyjnie poniżej łuku żebrowego, określa się jej wielkość, spoistość i bolesność.
Badania obrazowe pozwalają określić dokładnie wielkość i kształt narządu oraz zróżnicować przyczyny macalnego guza w jamie brzusznej w przypadkach niepewnych. W takich przypadkach wykonuje się badanie USG, TK albo MRI.

### Klasyfikacja splenomegalii według WHO
- I° - Śledziona ukryta pod lewym łukiem żebrowym, niemacalna
- II° - Śledziona poniżej lewego łuku żebrowego
- III° - Śledziona sięga do wysokości pępka
- IV° - Śledziona wyczuwalna w połowie odległości między pępkiem a dołem biodrowym lewym
- V° - Narząd wypełnia lewy dół biodrowy

## Różnicowanie guza w lewym nadbrzuszu
1. Splenomegalia
2. Powiększenie lewej nerki
3. Guz jelita grubego
4. Guz trzustki, torbiel ogona trzustki
5. Powiększenie lewego płata wątroby.